# Hjalmar Branting
Karl Hjalmar Branting (Estocolm, Suècia 1860 - 1925), fou un polític suec, que arribà a ser tres vegades Primer Ministre de Suècia, i que fou guardonat amb el Premi Nobel de la Pau el 1921 juntament amb el noruec Christian Lous Lange.

## Joventut i estudis
Nasqué el 23 de novembre de 1860 a la ciutat d'Estocolm. Estudià a l'ecola Beskow d'aquella ciutat per traslladar-se a la Universitat d'Uppsala per estudir matemàtiques i astronomia.
El 1882 entrà a treballar com assistent del director de l'Observatori d'Estocoolm, i posteriorment, mogut per les seves inquietuds socials, va dirigir un petit periòdic de tendències socialistes anomenat Social-Demokraten.

## Vida política
El 1889 va contribuir a la fundació del Partit Laborista Social-Demòcrata de Suècia, sent escollit parlamentari per aquesta formació en les eleccions generals de 1897.
A partir d'aquell moment anà escalant posicions dins el seu partit i en la política en general, esdevenint Ministre d'Hisenda entre 1917 i 1918, i Primer Ministre en tres ocasions, el 1920, entre 1921 i 1923 i, finalment, entre 1924 i 1925. Branting va esdevenir el primer cap de govern al món escollit per sufragi universal. Des de 1921 fins al 1923 també va ocupar el Ministeri d'Assumptes Exteriors, aconseguint l'ingrés del seu país en la Societat de Nacions i esdevenint ell mateix el representant suec a l'Organització entre 1920 i 1922.
El 1921 li fou atorgat el Premi Nobel de la Pau, juntament amb el pacifista i historiador noruec Christian Lous Lange.
Hjalmar Branting morí a Estocolm el 24 de febrer de 1925.